# Vanneau à ailes blanches
Vanellus crassirostris
Espèce
Statut de conservation UICN

 LC  : Préoccupation mineure
Le Vanneau à ailes blanches (Vanellus crassirostris) est une espèce d'oiseaux de la famille des Charadriidae.

## Répartition
Son aire s'étend verticalement sur le centre-est de l'Afrique subsaharienne, avec deux populations disjointes autour du lac Tchad et dans l'ouest de l'Angola.

## Sous-espèces
D'après la classification de référence (version 14.1, 2024) de l'Union internationale des ornithologues, le Vanneau à ailes blanches possède 2 sous-espèces (ordre philogénique) :
- Vanellus crassirostris crassirostris (Hartlaub, 1855) ;
- Vanellus crassirostris leucopterus Reichenow 1889.